# Doris Troy
Doris Troy (Bronx, 6 de janeiro de 1937 – Las Vegas, 16 de fevereiro de 2004) foi uma cantora de R&B, conhecida por seus fãs como "Mama Soul".
Ela nasceu como Doris Higginson, no Bronx, filha de um pastor pentecostal barbadense. Seus pais reprovavam as formas "subversivas" de música como o rhythm & blues, por isso começou a cantar no coral do pai. Ela trabalhava como atendente no Apollo, onde foi descoberta pelo "Padrinho do Soul", James Brown.
Troy trabalhou com Solomon Burke, The Drifters, Cissy Houston, Dionne Warwick e antes de co-escrever e gravar "Just One Look", que atingiu o número 10 nas paradas em 1963. A canção foi regravada por The Hollies, Linda Ronstadt, Bryan Ferry, Anne Murray, Klaus Nomi, e Harry Nilsson, entre outros. Quando sua carreira solo estava no auge, ela fez back-up para os Rolling Stones, Humble Pie, Kevin Ayers, Pink Floyd (no seu clássico álbum The Dark Side of the Moon), George Harrison, Dusty Springfield, Nick Drake, Junior Campbell e Carly Simon.
Doris trabalhou no Reino Unido durante a década de 1970, apareceu no Ronnie Scott's Club e gravou um álbum ao vivo (The Rainbow Testament). Seu álbum lançado pela People Records "Stretching Out" mostrou sua versatilidade, mas não vendeu muito.
Mama, I Want To Sing é um teatro musical baseado em sua vida, e foi co-escrito com sua irmã, Vy, uma personalidade de rádio popular de Nova Iorque. Ele teve 1 500 apresentações no Teatro Heckscher no Harlem. Troy interpretou sua própria mãe, Geraldine. Chaka Khan interpretou sua tia na produção de Londres, como fez Deniece Williams. O musical foi reinterpretado como um filme, que deve ser lançado no início de 2009. O elenco do filme inclui músicos Ciara e Patti Labelle. Também é estrelado pelo ator de CSI: NY, Hill Harper.
Troy morreu de enfisema pulmonar em sua casa em Las Vegas, Nevada, aos 67 anos.